# Romã
A romã é o fruto da romãzeira (nome científico: Punica granatum), comum no Mediterrâneo Oriental e Médio Oriente, onde a polpa é usada para a preparação de aperitivos, sobremesa ou algumas vezes em bebida alcoólica. O seu interior é subdividido por finas películas, que formam pequenas sementes possuidoras de uma polpa comestível.[carece de fontes?]

## Etimologia
Existem duas etimologias defendidas para a palavra romã. A primeira, predominante, que normalmente aparece nos dicionários, afirma que romã descende, por via vulgar, do latim mala romana («maçã romana»). Entretanto, questionamentos são feitos quanto à veracidade dessa etimologia, tendo em vista que os romanos referiam-se ao fruto apenas como malum punicum («maçã cartaginesa») ou malum granatum («maçã granulada»). Para esses pesquisadores, romã trata-se, na verdade de um arabismo descendente do termo rummān («romã»), que deriva da raiz protossemita *r-m-(-n) («romã»). Isso tornaria a palavra cognata do hebraico rimmon («romã»).

## Fruto
É uma baláustia. É coberto por uma casca coreácea de cor castanho brilhante e contém suco com coloração de carmesim, em bolsas individuais, contendo cada uma grande semente.
Contém alcalóides como a pelieterina e isopelieterina; e os taninos gálicos.

## História

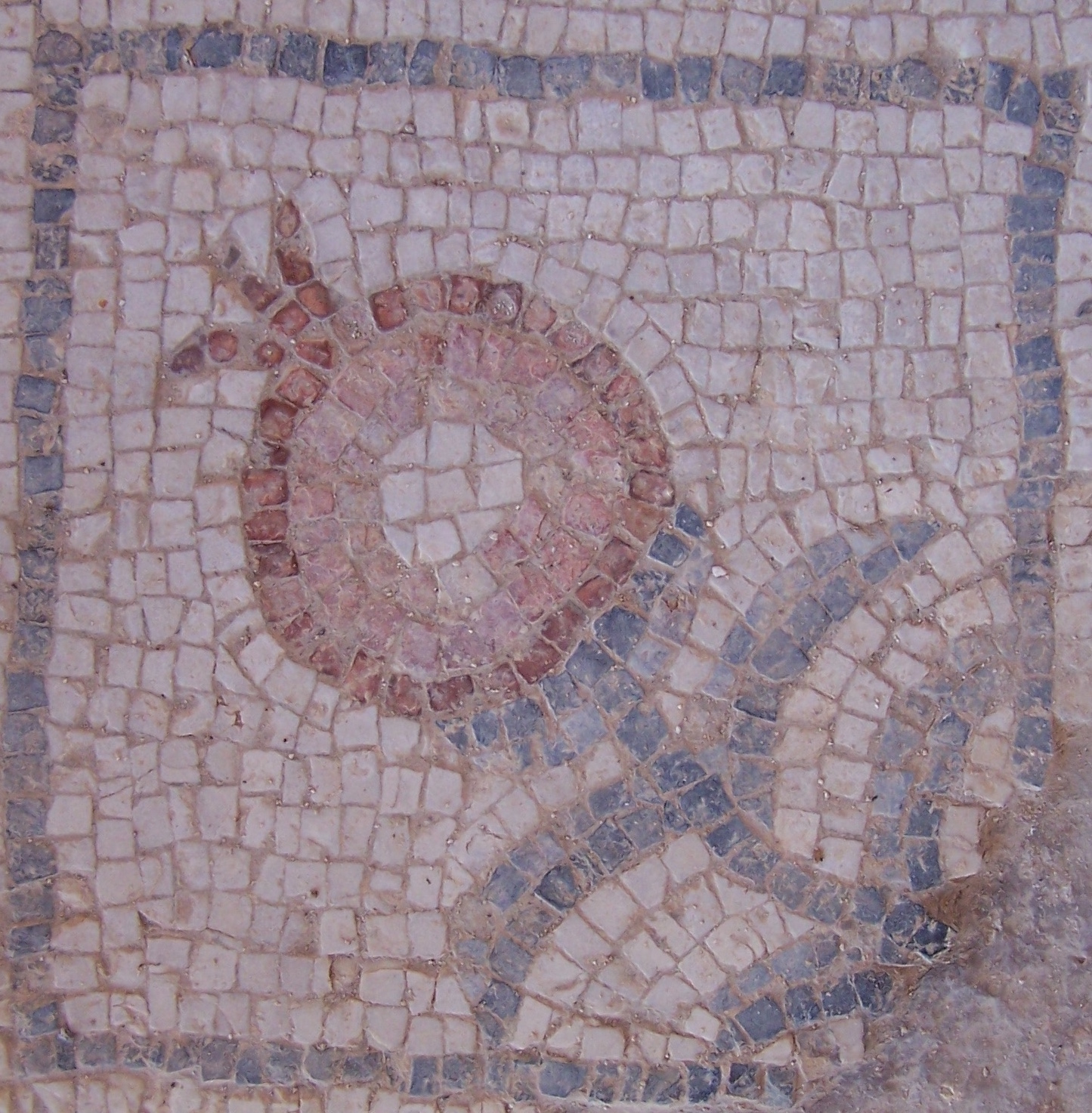
Mosaico do período romano em Tzippori, atual terrítório de Israel

Segundo pesquisadores russos, a romãzeira provém da Grécia, Síria e Chipre e também centro do Oriente Próximo, que inclui o interior da Ásia Menor, a Transcaucásia, o Irã e as terras altas do Turcomenistão, junto com outras plantas frutíferas como a figueira, macieira, pereira, marmeleiro, cerejeira, amendoeira, avelaneira e castanheira.
A importância da romã é milenar, aparece nos textos bíblicos, está associada às paixões e à fecundidade. Os gregos a consideravam como símbolo do amor e da fecundidade. A árvore da romã foi consagrada à deusa Afrodite, pois se acreditava em seus poderes afrodisíacos. Para os judeus, a romã é um símbolo religioso com profundo significado no ritual do ano novo quando sempre acreditam que o ano que chega sempre será melhor do que aquele que vai embora.
Segundo a Bíblia, quando os judeus chegaram à terra prometida, após abandonarem o Egito, os 12 espias que foram enviados para aquele lugar voltaram carregando romãs e outros frutos como amostras da fertilidade da terra que Jeová (Deus) prometera. Ela estaria presente nos jardins do Rei Salomão. Foi cultivada na antiguidade pelos fenícios, gregos e egípcios. Em Roma, a romã era considerada nas cerimônias e nos cultos como símbolo de ordem, riqueza e fecundidade.
Os judeus a chamavam de rimmon (do hebraico רמון); entre os árabes, era conhecida como rumman (do árabe رمان); mais tarde, os portugueses a chamaram de romã ou "roman". Na Idade Média, a romã era, frequentemente, considerada como um fruto cortês e sanguíneo, aparecendo também nos contos e fábulas de muitos países. Os povos árabes salientavam os poderes medicinais dos seus frutos e como alimento. Tanto a planta como o fruto têm sido utilizados em residências ou em banquetes pelo efeito decorativo das suas flores e dos seus frutos, além do seu uso como cerca viva e planta ornamental.

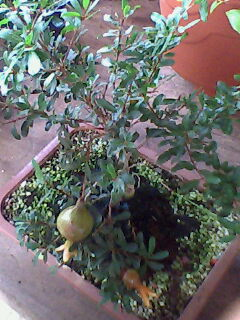
Romãzeiro Bonsai

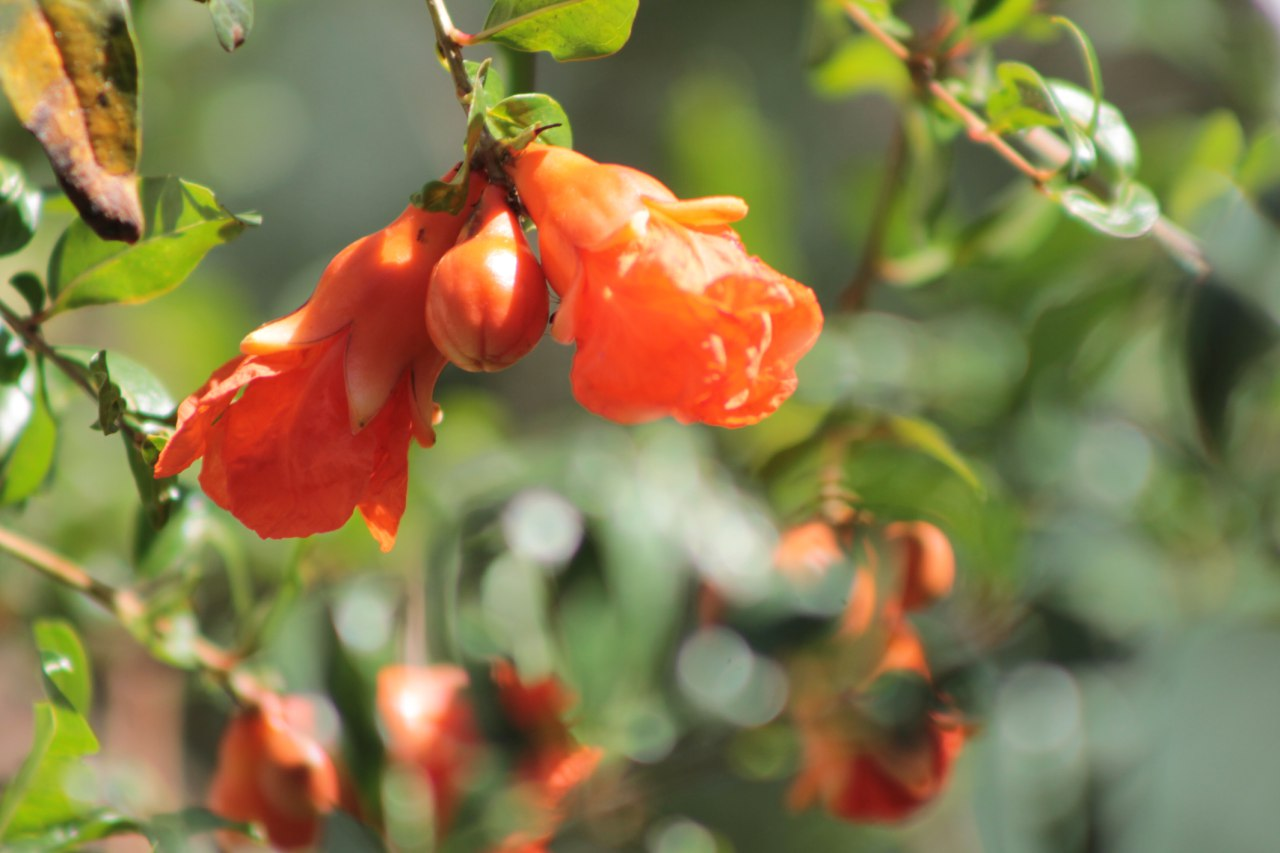
Flores de romã

## Cultivo e Comércio
São famosas as romãs da Provença, de Malta, da Espanha, da Itália. O seu cultivo é realizado em mais de 100 países do mundo. Dos países do Mediterrâneo, atravessou o Atlântico e acabou aportando no Brasil. Neste país a planta encontrou todas as condições favoráveis para um crescimento vegetativo, florescimento, frutificação e produção de frutos de primeira qualidade. O seu maior interesse no mundo está no seu cultivo para o consumo como fruta fresca. Também tem a sua aplicação em clínicas especializadas no campo da medicina moderna e para receitas especializadas.
A Espanha é um dos mais importantes países produtores do mundo e o maior produtor e exportador do mercado comum europeu. A Turquia, com 60 000 toneladas, e a Tunísia, com 55 000 toneladas, são grandes produtores mundiais, mas, nestes dois países, existe um sistema de cultivo menos intensivo e menos especializado quando comparado com o cultivo na Espanha, e uma rede de comercialização pouco desenvolvida, com apenas 2 a 7% de exportação da sua produção total. Na Espanha romã é granada. A arma granada tem esse nome devido parecer com a polpa e sementes do romã que em espanhol é granada.
Tradicionalmente, o Reino Unido tem sido o principal comprador de romã da Espanha, com os seus frutos destinando-se fundamentalmente ao consumo ao natural e especialmente nas zonas de mineração da Inglaterra, devido às suas propriedades benéficas frente à contaminação de metais pesados.
Entre os principais países importadores, estava, em primeiro lugar, a Inglaterra, que absorvia os frutos de calibres pequenos; em segundo lugar, a França, que queria os frutos de grande calibre; em terceiro lugar a Itália que, nos últimos anos, estava aumentando muito a quantidade importada de romãs da Espanha. Em quarta posição, encontram-se os países árabes, que aceitavam frutos de qualidade um pouco inferior e que representam muito para a Espanha para poder descongestionar o resto dos mercados e evitar uma oferta excessiva de frutos.

## Benefícios para a saúde
Estudos mostraram que a romã pode ajudar a reduzir a pressão arterial e ser utilizada na prevenção de alguns problemas cardiovasculares. Um estudo da Universidade Queen Margaret, na Escócia, mostra que o seu consumo leva a um aumento de testosterona que pode variar entre 16% e 30%. Também é popularmente conhecida por ter como ótimo fruto e semente para ajudar no controle regular do fluxo menstrual.